# Beethoven (film)
Beethoven - un câine puțin prea mare (titlu original: Beethoven) este un film de comedie american din 1992 regizat de Brian Levant. Rolurile principale au fost interpretate de actorii Charles Grodin și Bonnie Hunt ca George și Alice Newton. Este primul film din seria de filme  Beethoven.

## Prezentare
Familia Newton locuiește în casa lor confortabilă, dar se pare că există ceva care le lipsește. Acest "gol" este umplut de un mic cățeluș care intră în casa și în viața lor. Beethoven, așa cum este numit, crește și se transformă într-un câine uriaș: un Saint-Bernard. Medicul veterinar local, Varnick, desfășoară un experiment secret și oribil care necesită o mulțime de câini, Beethoven se află și el  pe lista medicului malefic.

## Distribuție
- Charles Grodin ca George Newton
- Dean Jones ca Dr. Herman Varnick
- Bonnie Hunt ca Alice Newton
- Nicholle Tom ca Ryce Newton
- Christopher Castile ca Ted Newton
- Sarah Rose Karr ca Emily Newton
- Oliver Platt ca Harvey
- Stanley Tucci ca Vernon
- David Duchovny ca Brad
- Patricia Heaton ca Brie
- Laurel Cronin ca Devonia Peet
- Nancy Fish ca Miss Grundel
- Joseph Gordon-Levitt ca Student #1

## Muzică
Coloana sonoră a filmului Beethoven a fost lansată la 15 decembrie 1992.
| Nr.             | Titlu                                        | Artist                                          | Lungime |  |
| 1.              | „Opening”                                    | Randy Edelman                                   | 4:20    |  |
| 2.              | „Discovering the Neighborhood”               | Randy Edelman                                   | 2:24    |  |
| 3.              | „Ciao, Baby”                                 | Randy Edelman                                   | 0:40    |  |
| 4.              | „Ted and the Bullies”                        | Randy Edelman                                   | 2:36    |  |
| 5.              | „Beethoven to the Rescue”                    | Randy Edelman                                   | 2:10    |  |
| 6.              | „A Stroll Through Town”                      | Randy Edelman                                   | 1:41    |  |
| 7.              | „Puppy Snatchers”                            | Randy Edelman                                   | 3:01    |  |
| 8.              | „The Dog Has to Go”                          | Randy Edelman                                   | 2:03    |  |
| 9.              | „Table Spin”                                 | Randy Edelman                                   | 0:49    |  |
| 10.             | „Sparkie's Chase”                            | Randy Edelman                                   | 1:53    |  |
| 11.             | „George Gets Turned On”                      | Randy Edelman                                   | 1:29    |  |
| 12.             | „Family In Pursuit”                          | Randy Edelman                                   | 1:38    |  |
| 13.             | „The Break-In”                               | Randy Edelman                                   | 1:51    |  |
| 14.             | „Our Heroes”                                 | Randy Edelman                                   | 2:19    |  |
| 15.             | „The Dogs Let Loose”                         | Randy Edelman                                   | 1:25    |  |
| 16.             | „A Sad Return”                               | Randy Edelman                                   | 2:19    |  |
| 17.             | „Ryce's Theme”                               | Randy Edelman                                   | 1:30    |  |
| 18.             | „Roll Over Beethoven (scris de Chuck Berry)” | Paul Shaffer și The World's Most Dangerous Band | 4:43    |  |
| Lungime totală: | Lungime totală:                              | Lungime totală:                                 | 38:51   |  |

## Continuări
Filmul a avut șapte continuări: Beethoven's 2nd a fost lansat în 1993. Celelalte filme au fost direct-pe-video: Beethoven's 3rd (2000), Beethoven's 4th  (2001), Beethoven's 5th (2003), Beethoven's Big Break  (2008), Beethoven's Christmas Adventure (2011) și Beethoven's Treasure Tail (2014).  Un serial TV animat  a fost creat în 1994. 